# Myiarchus yucatanensis
El copetón yucateco, papamoscas yucateco o atrapamoscas yucateco (Myiarchus yucatanensis) es una especie de ave paseriforme de la familia Tyrannidae perteneciente al numeroso género Myiarchus. Es endémico de la península de Yucatán, en México y el norte de América Central.

## Distribución y hábitat
Se distribuye por toda la península de Yucatán del sureste de México, inclusive en la isla Cozumel, norte de Belice y norte de Guatemala.
Esta especie es considerada de bastante común a común en sus hábitats naturales; los bosques húmedos a semiáridos, matorrales boscosos y los bordes; en bosques caducifolios es encontrado principalmente en los claros o áreas ligeramente boscosas; en bosques húmedos está confinado a crecimientos secundarios ligeros y claros; desde el nivel del mar hasta los 250 m de altitud.

## Sistemática

### Descripción original
La especie M. yucatanensis fue descrita por primera vez por el ornitólogo estadounidense George Newbold Lawrence en 1871 bajo el mismo nombre científico; su localidad tipo es: «Yucatán, México; el holotipo de Mérida, Yucatán».

### Etimología
El nombre genérico masculino «Myiarchus» se compone de las palabras del griego «μυια muia, μυιας muias» que significa ‘mosca’, y «αρχος arkhos» que significa ‘jefe’; y el nombre de la especie «yucatanensis», se refiere a la localidad tipo, Yucatán.

### Taxonomía
Las variaciones geográficas, incluyendo la población de la isla Cozumel, parecen ser relacionadas con las precipitaciones pluviales y con la vegetación; la subespecie nominal y navai aparentemente intergradan en el centro de la península; son necesarios más muestreos para validar la taxonomía actual.  

### Subespecies
Según las clasificaciones del Congreso Ornitológico Internacional (IOC) y Clements Checklist/eBird se reconocen tres subespecies, con su correspondiente distribución geográfica:
- Myiarchus yucatanensis yucatanensis Lawrence, 1871 – este de México em el extremo este de Tabasco (cerca de Balancán) y norte y centro de la península de Yucatán.
- Myiarchus yucatanensis lanyoni Parkes & A.R. Phillips, 1967 – isla Cozume, litoral del noreste de Quintana Roo (México).
- Myiarchus yucatanensis navai Parkes, 1982 – sur de Quintana Roo (La Vega, Chetumal) y sureste de Campeche (Xpujil), en México, Guatemala (Tikal, en el norte de Petén) y norte de Belice (tal vez incluyendo Cayo Ambergris).